# 56000 Месопотамія
56000 Месопотамія (56000 Mesopotamia) — астероїд головного поясу, відкритий 20 вересня 1998 року.
Тіссеранів параметр щодо Юпітера — 3,512.